# Tomáš Necid
Tomáš Necid (* 13. August 1989 in Prag) ist ein tschechischer Fußballspieler.

## Karriere

### Vereine
Tomáš Necid begann mit fünf Jahren beim Prager Verein Sokol Stodůlky. Mit acht Jahren wurde er bei einem Schulturnier von Funktionären des SK Slavia Prag entdeckt und anschließend verpflichtet.
Den Sprung in den Erstligakader schaffte er zur Saison 2006/07 als 16-Jähriger. Sein Debüt in der Gambrinus Liga gab der Stürmer am 17. September 2006 im Heimspiel gegen den 1. FC Slovácko. In 13 Einsätzen gelangen Necid zwei Tore. Ende 2006 wurde er zum besten tschechischen Nachwuchsspieler des Jahres gewählt.
In der Rückrunde der Spielzeit 2007/08 war Necid an den FK Jablonec 97 ausgeliehen, für den der Stürmer in 13 Spielen fünf Treffer erzielte. Zum 1. Juli 2008 kehrte Necid zu Slavia Prag zurück. Necid konnte sich schnell einen Stammplatz sichern und erzielte in der Hinrunde der Saison 2008/09 elf Ligatore. Am 29. August 2008 gab Slavia Prag Necids Wechsel zum 1. Januar 2009 zum russischen Klub ZSKA Moskau bekannt.
Nach viereinhalb Jahren in Moskau wechselte Necid im Sommer 2013 auf Leihbasis zum griechischen Erstligisten PAOK Thessaloniki, für den er in 12 Spielen ein Tor erzielte. Im Januar 2014 kehrte der Tscheche auf Leihbasis zu seinem Stammverein Slavia Prag zurück. In der Rückrunde der Spielzeit 2013/14 gelangen dem Stürmer in 13 Erstligabegegnungen drei Tore. Im Sommer 2014 wurde Necid erneut verliehen, diesmal an den holländischen Ehrendivisionär PEC Zwolle.
Im Sommer 2015 wechselte Necid zum türkischen Erstligisten Bursaspor.

### Nationalmannschaft
Tomáš Necid durchlief ab der Altersklasse U16 alle Juniorenauswahlmannschaften Tschechiens. Bei der U17-Europameisterschaft wurde er mit fünf Toren – neben Bojan Krkic und Manuel Fischer – Torschützenkönig.
Der Stürmer spielte in der U19-Nationalmannschaft, nahm mit ihr im Jahr 2008 an der U19-Europameisterschaft im eigenen Land teil und schied im Halbfinale gegen U19-Nationalmannschaft Deutschlands, dem späteren Turniersieger,  aus dem Turnier aus; mit vier Toren avancierte er zum Torschützenkönig des Wettbewerbs.
Am 19. November 2008 debütierte er in der tschechischen A-Nationalmannschaft im Spiel gegen die Nationalmannschaft San Marinos. Beim 3:0-Auswärtserfolg in der WM-Qualifikation gelang ihm ein Tor.
Bei der Europameisterschaft in Frankreich wurde er in den Kader aufgenommen und gehörte im ersten Spiel gegen die Nationalmannschaft Spaniens zur Startelf. Im zweiten Spiel gegen die Nationalmannschaft Kroatiens kam er als Einwechselspieler gegen Spielende aufs Spielfeld und rettete seinem Team einen Punkt, nachdem er in der Nachspielzeit einen Strafstoß zum 2:2 verwandelte. Gegen die Nationalmannschaft der Türkei bestritt er 90 Minuten, konnte die Niederlage jedoch nicht verhindern. Als Gruppenletzter schied er mit seiner Mannschaft vorzeitig aus dem Turnier aus.

## Erfolge
Nationalmannschaft
- Finalist U17-Europameisterschaft 2006
- Torschützenkönig U17-Europameisterschaft 2006

Slavia Prag
- Tschechischer Meister 2008

ZSKA Moskau
- Russischer Meister 2013, 2014
- Russischer-Supercup-Sieger 2009
- Russischer Pokal-Sieger 2009

PEC Zwolle
- Niederländischer Pokal-Sieger 2014

Legia Warschau
- Polnischer Meister 2017